# U-505
U-505 – niemiecki okręt podwodny (U-Boot) typu IX C z okresu II wojny światowej. Okręt zasłynął tym, że w 1944 roku został zdobyty na pełnym morzu przez okręty US Navy.
Jeden z czterech drugowojennych U-Bootów zachowanych do czasów współczesnych.

## Historia
Stępkę pod budowę U-505 położono w hamburskiej stoczni Deutsche Werft AG 12 czerwca 1940. Wodowanie nastąpiło 25 maja 1941, wejście do służby 26 sierpnia 1941. 10 listopada 1942 okręt został zaatakowany przez samolot Lockheed Hudson. W wyniku eksplozji bomby okręt doznał ciężkich . i był zmuszony udać się do portu Lorient na naprawy. 
24 października 1943, gdy okręt był atakowany bombami głębinowymi, jego dowódca Peter Zschech popełnił samobójstwo. Był to jedyny taki przypadek podczas wojny.
Na początku czerwca 1944 Amerykanie dzięki Enigmie przechwycili niemiecki komunikat informujący, że u wybrzeży Wysp Zielonego Przylądka znajduje się na patrolu okręt podwodny. Zespół składający się z lotniskowca eskortowego USS „Guadalcanal” i pięciu niszczycieli eskortowych, został skierowany w ten rejon w celu zdobycia lub zatopienia niemieckiego okrętu. 4 czerwca 1944 okręty zespołu wykryły i zaatakowały nieprzyjacielską jednostkę przy użyciu bomb głębinowych. Uszkodzona jednostka wynurzyła się na powierzchnię i została ostrzelana z działek przeciwlotniczych. Niemieccy marynarze w pośpiechu opuścili swój okręt zostawiając nietknięte księgi szyfrów i inne dokumenty. Nie zdążyli także odpalić ładunków wybuchowych. 
Okręt był pierwszą od 1815 roku nieprzyjacielską jednostką opanowaną przez US Navy na pełnym morzu.
Po zdobyciu okręt przeholowano 2740 km do portu na Bermudach, gdzie jego pobyt objęty był ścisłą tajemnicą do końca wojny. W celu utrzymania całej operacji w tajemnicy niemieccy marynarze zostali odseparowani od innych jeńców wojennych, a ich rodziny poinformowano, że wszyscy zginęli w zatopionym okręcie. Dodatkowo, aby utrzymać tajemnicę, U-505 został czasowo przemianowany na USS „Nemo”. 
Dysponując księgą kodów znalezioną na pokładzie U-505 alianci byli w stanie dokładnie odczytywać komunikaty Kriegsmarine i dzięki tym informacjom z większą precyzją określać położenie niemieckich okrętów podwodnych.
Oprócz szyfrów, U-505 stał się cennym  
Po wojnie planowano wykorzystać U-505 jako okręt-cel. Przed zatopieniem uratowali go pracownicy Muzeum Nauki i Przemysłu w Chicago, którzy wyrazili gotowość przejęcia okrętu i wykorzystania go w roli eksponatu muzealnego. We wrześniu 1954 okręt został przekazany przez rząd Stanów Zjednoczonych muzeum w Chicago. Od tego czasu okręt prezentowany jest jako stała ekspozycja i forma upamiętnienia wszystkich ofiar bitwy o Atlantyk.